# Municipio de Madison (Minnesota)
El municipio de Madison (en inglés: Madison Township) es un municipio ubicado en el condado de Lac qui Parle en el estado estadounidense de Minnesota. En el año 2010 tenía una población de 216 habitantes y una densidad poblacional de 2,39 personas por km².

## Geografía
El municipio de Madison se encuentra ubicado en las coordenadas 45°0′57″N 96°8′42″O / 45.01583, -96.14500. Según la Oficina del Censo de los Estados Unidos, el municipio tiene una superficie total de 90.49 km², de la cual 90,05 km² corresponden a tierra firme y (0,49 %) 0,44 km² es agua.

## Demografía
Según el censo de 2010, había 216 personas residiendo en el municipio de Madison. La densidad de población era de 2,39 hab./km². De los 216 habitantes, el municipio de Madison estaba compuesto por el 99,54 % blancos y el 0,46 % eran de una mezcla de razas. Del total de la población el 0 % eran hispanos o latinos de cualquier raza.